# Dusty Baker
Johnnie B. « Dusty » Baker, Jr., né le 15 juin 1949 à Riverside (Californie) aux États-Unis, est un joueur et entraîneur de baseball. Il évolue dans la Ligue majeure de baseball comme joueur de champ extérieur de 1968 à 1986. 
Comme joueur, Baker décroche deux sélections pour le match des étoiles, remporte deux Bâtons d'argent et un Gant doré. Il participe trois fois aux Séries mondiales. Joueur de longue date des Braves d'Atlanta et des Dodgers de Los Angeles, il est avec ces derniers champion de la Série mondiale 1981. Baker est nommé Joueur par excellence de la Série de championnat de la Ligue nationale en 1977, la première année où ce prix est décerné.
Baker dirige les destinées des Giants de San Francisco de 1993 à 2002, des Cubs de Chicago de 2003 à 2006, des Reds de Cincinnati de 2008 à 2013, puis des Nationals de Washington en 2016 et 2017. Il reçoit trois prix de Manager de l'année (1993, 1997, 2000) et le titre de Ligue nationale avec les Giants en 2002.

## Carrière de joueur

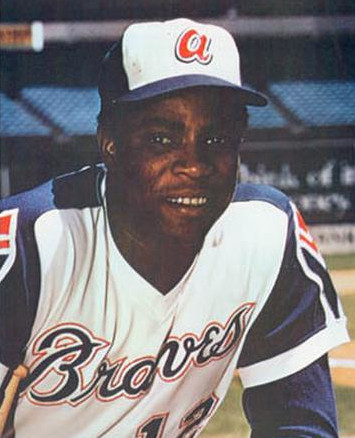
Dusty Baker en 1974.

Joueur à l'école secondaire El Campo de Citrus Heights en Californie, Dusty Baker est sélectionné par les Braves d'Atlanta au 26e tour (504e choix global) du repêchage amateur de juin 1967.
Il fait ses débuts dans le baseball majeur avec Atlanta le 7 septembre 1968. Il ne devient joueur régulier de l'équipe qu'à partir de 1972, année où il termine 3e des majeures avec une moyenne au bâton de ,321 en 127 parties jouées.
Échangé par les Braves aux Dodgers de Los Angeles le 17 novembre 1975, Baker est élu joueur par excellence de la Série de championnat de la Ligue nationale en 1977 lors de la victoire de son équipe sur les Phillies de Philadelphie. Baker dispute 8 saisons avec les Dodgers. Il les représente au match des étoiles en 1981 et 1982. Le joueur de champ extérieur reçoit un Bâton d'argent en 1980 et 1981, et ses qualités défensives au champ gauche sont récompensées par un Gant doré en 1981.
Baker fait partie de l'équipe des Dodgers de Los Angeles gagnante de la Série mondiale 1981 sur les Yankees de New York.
Il rejoint les Giants de San Francisco en 1985 pour une saison, avant de terminer sa carrière de joueur en 1987, après deux années passées chez les Athletics d'Oakland.
Dusty Baker a joué 2 039 matchs des Ligues majeures sur 19 saisons, de 1968 à 1986. Il compte 1 981 coups sûrs dont 320 doubles et 242 circuits. Il a amassé 1 013 points produits et 964 points marqués. Sa moyenne au bâton en carrière se chiffre à ,278 avec une moyenne de présence sur les buts de ,347.

### Rôle dans l'invention duhigh five
Après avoir frappé un coup de circuit pour les Dodgers de Los Angeles face à J. R. Richard (en) des Astros de Houston le 2 octobre 1977 au Dodger Stadium, Dusty Baker est impliqué dans la « création » du high five, qu'il reçoit de son coéquipier Glenn Burke (en),,,,,,.

## Carrière d'entraîneur

### Giants de San Francisco

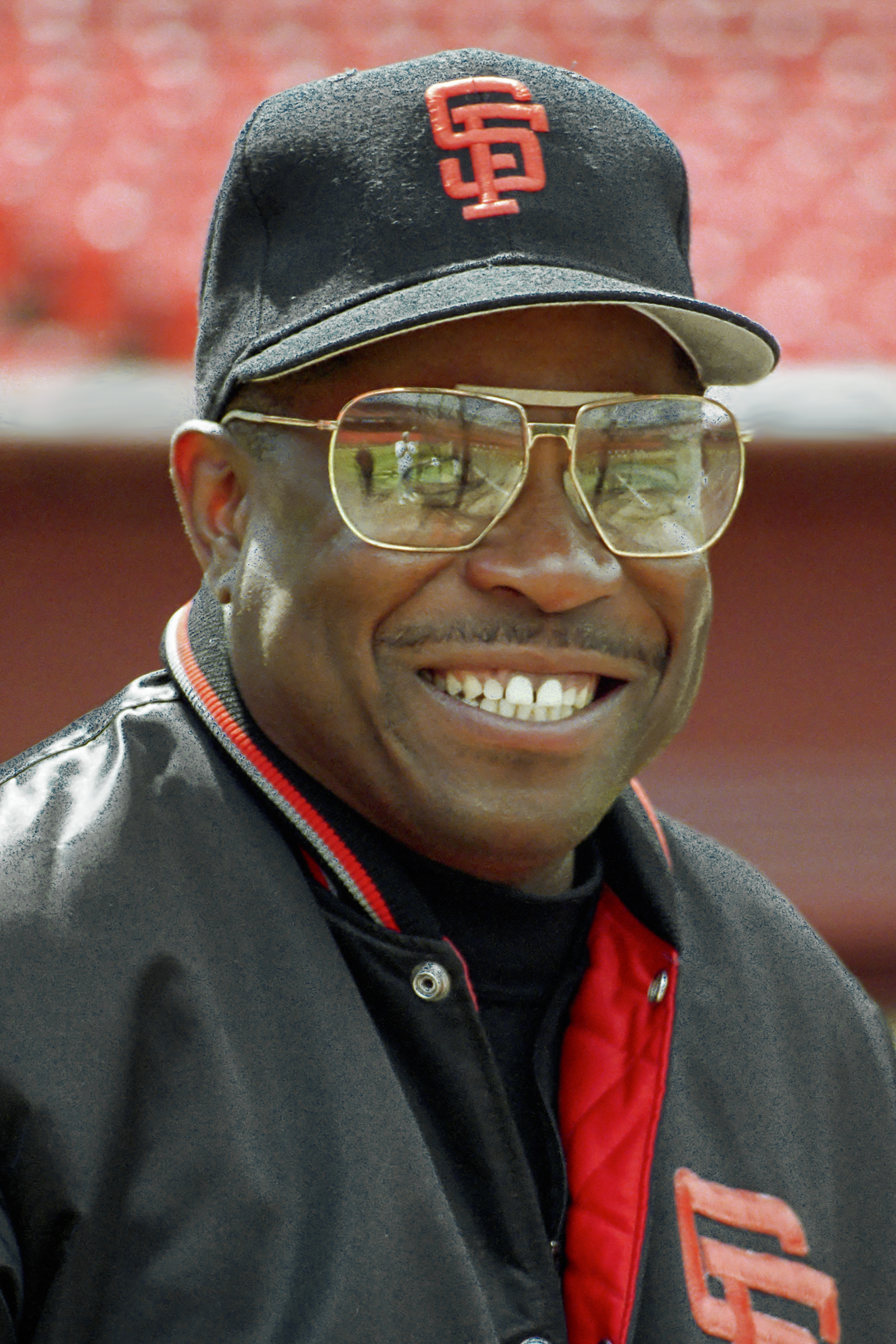
Dusty Baker, alors instructeur des Giants, en 1991.

En 1988, Baker rejoint l'une de ses anciennes équipes, les Giants de San Francisco, pour qui il a joué en 1984. Il est d'abord nommé instructeur de premier but, avant d'occuper le rôle d'instructeur des frappeurs des Giants de 1989 à 1992.
Il succède à Roger Craig comme gérant des Giants et dirige l'équipe de 1993 à 2002, menant l'équipe à 840 victoires contre 715 défaites en 1 556 matchs, pour un pourcentage de victoires de ,540. Dès sa première année, les Giants améliorent leur fiche de 31 victoires, faisant oublier leur dossier victoires-défaites de 72-90 en 1992 avec une saison de 103 victoires contre 59 revers. C'est le meilleur résultat des Giants depuis 1962. Les Giants ratent cependant les séries éliminatoires puisque les Braves d'Atlanta, gagnants de 104 matchs, les devancent dans leur division.
Sous les ordres de Baker, les Giants terminent au premier rang de la division Ouest de la Ligue nationale en 1993, 1997 et 2000. Les trois fois, Baker reçoit le prix du gérant de l'année dans la Ligue nationale.
Avec 95 victoires en 2002, les Giants condèdent le titre de la division aux Diamondbacks de l'Arizona mais jouent en séries éliminatoires (les règles pour une qualification ayant changées depuis la seconde place de 1993) en tant que meilleurs deuxièmes. San Francisco atteint la Série mondiale 2002 mais est incapable de conquérir le titre ultime : ils sont battus en 7 matchs par les Angels d'Anaheim.
Malgré les succès de cette décennie avec le club, les Giants ne renouvellent pas le contrat de Baker après la saison 2002, celui-ci entretenant des rapports de plus en plus tendus avec propriétaire de la franchise, Peter Magowan.
Les 840 victoires remportées par Baker et les 1 556 matchs qu'il dirige sont les deuxièmes plus hauts totaux de l'histoire des Giants après ceux de John McGraw (2 064 victoires et 4 424 matchs).

### Cubs de Chicago

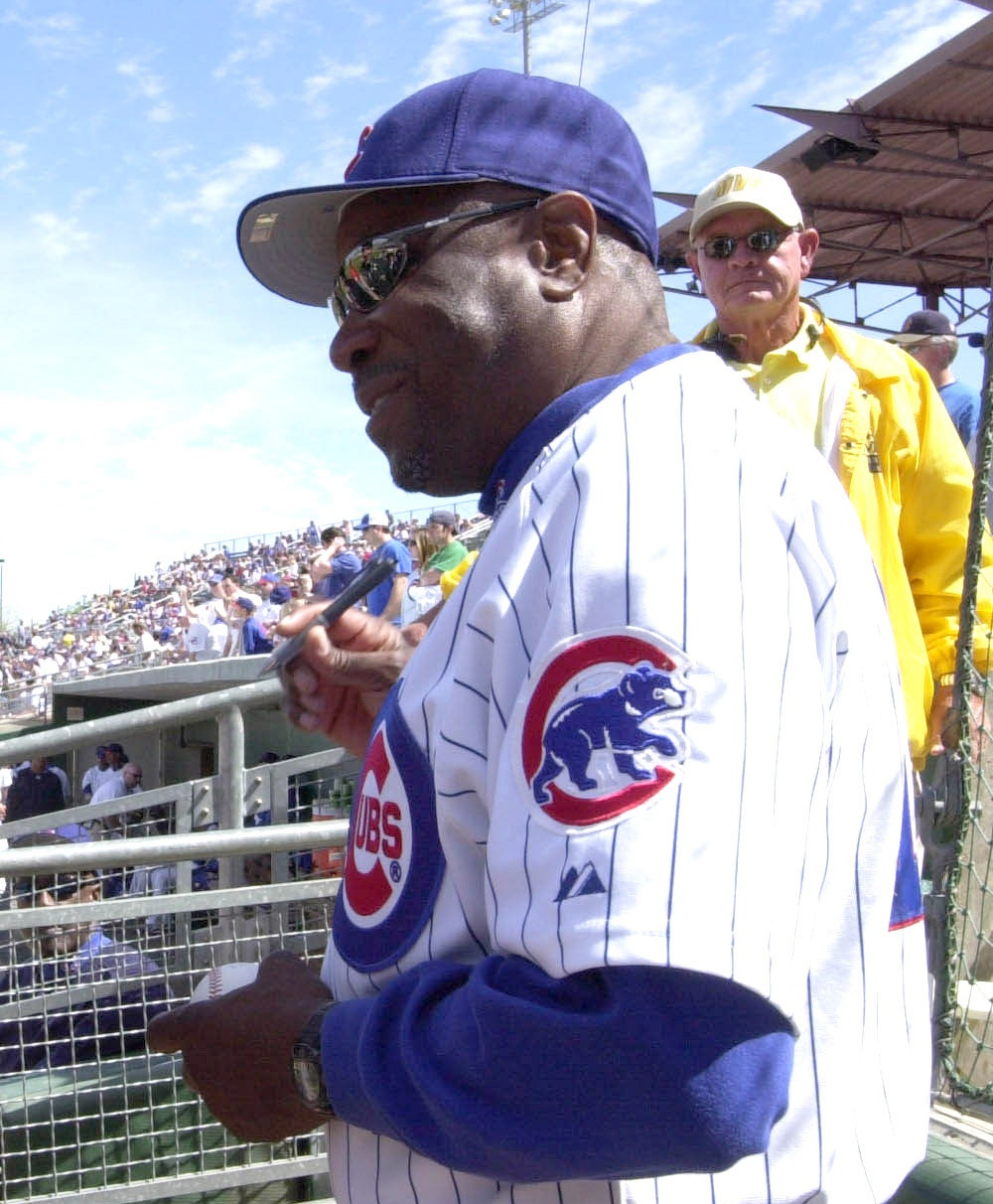
Dusty Baker en 2006 avec les Cubs de Chicago.

Baker ne reste pas au chômage bien longtemps après avoir été remercié par San Francisco. Le 15 novembre 2002, moins de dix jours après la fin des négociations avec les Giants, il est engagé pour diriger les Cubs de Chicago. En 2003, les Cubs remportent un titre de division, leur premier depuis 1989 mais leur parcours en éliminatoires se termine aux portes de la Série mondiale, par une défaite aux mains des Marlins de la Floride en Série de championnat.
Chicago termine en milieu de peloton les deux saisons suivantes, et remet des fiches perdantes en 2005 et 2006. À l'issue de la saison 2006, le contrat de Dusty Baker avec les Cubs n'est pas reconduit en raison de résultats médiocres (66 victoires, plus mauvais bilan de la Ligue nationale).
En 4 saisons, les Cubs gagnent 322 matchs et en perdent 326 sous sa direction.

### Reds de Cincinnati

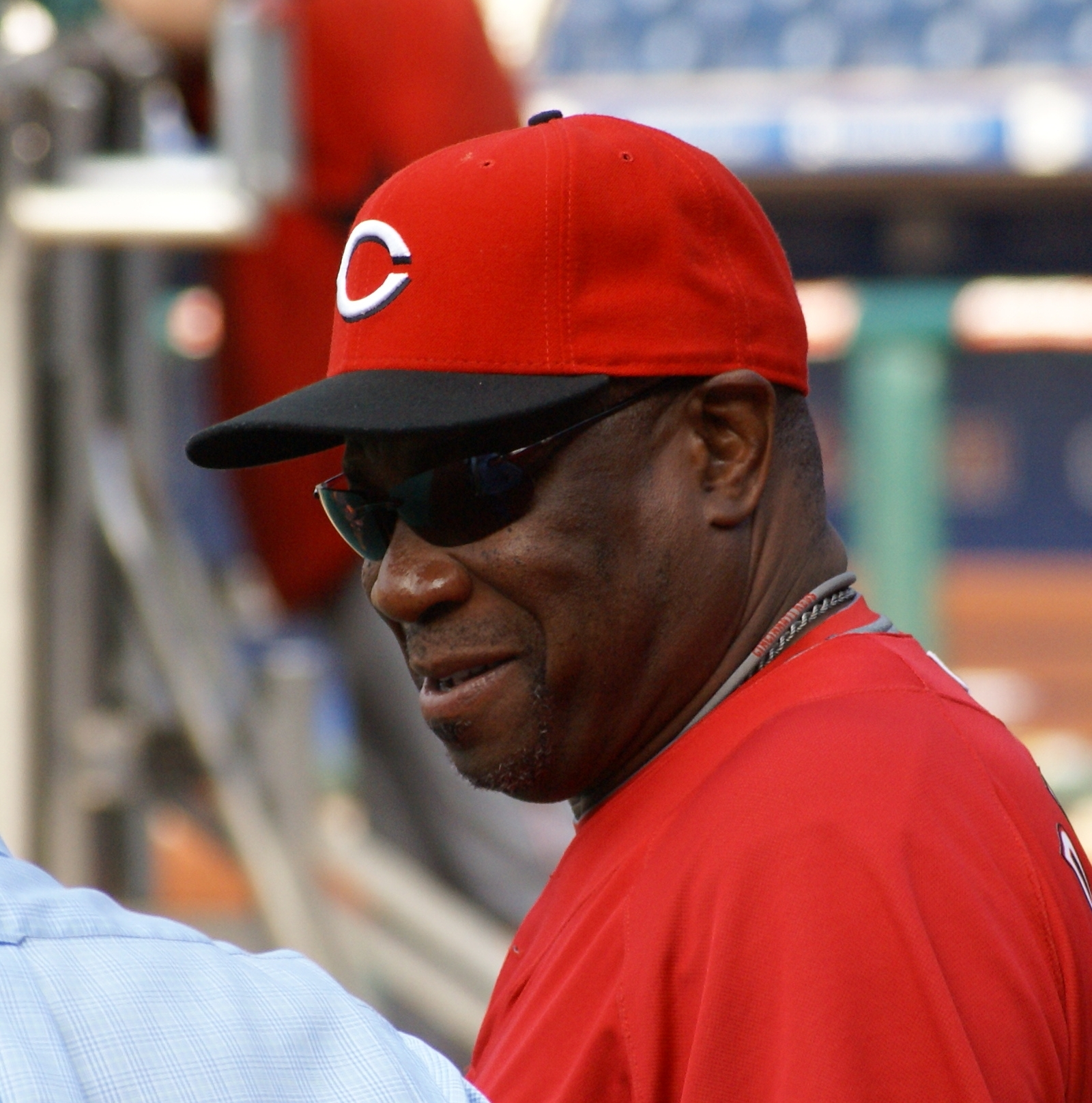
Dusty Baker en 2009 avec les Reds de Cincinnati.

Le 13 octobre 2007, Dusty Baker est nommé manager des Reds de Cincinnati avec un contrat de 3 ans. Après deux premières saisons perdantes, la progression des jeunes Reds aboutit en 2010 avec la conquête du championnat de la division Centrale de la Ligue nationale et une première présence en séries éliminatoires après 15 ans d'essais infructueux. Au lendemain de la conclusion d'une saison régulière de 91 victoires, Baker est récompensé par une prolongation de contrat de deux ans. Les Reds sont incapables de répéter leur performance en 2011 et remportent 78 parties contre 83 défaites, bon pour le troisième rang de leur division derrière Milwaukee et Saint-Louis.
Le 19 septembre 2012, Baker, 63 ans, souffre d'arythmie et est hospitalisé avant un match contre les Cubs. Chris Speier le remplace à la barre de l'équipe. Cincinnati, qui occupe alors le premier rang de la division Centrale, s'assure d'une place en séries éliminatoires le lendemain alors que Baker est toujours hospitalisé. Les médecins affirment que Baker a été victime d'un léger accident vasculaire cérébral.
Avec une fiche de 90-72, Cincinnati se classe 3e dans la section Centrale en 2013, derrière Saint-Louis et Pittsburgh. C'est une performance suffisante pour permettre au club d'accéder aux éliminatoires. Contraint de jouer à Pittsburgh le match de meilleur deuxième de la Ligue nationale, les Reds sont battus par les Pirates et éliminés. Trois jours après cette défaite, les Reds congédient Dusty Baker.
En 6 saisons pour Cincinnati, Baker a mené ses troupes à 509 gains contre 463 revers, pour un pourcentage de victoires de ,524. En éliminatoires, la fiche de l'équipe fut de 2-7.

### Nationals de Washington
Après le congédiement de Matt Williams au terme d'une décevante saison 2015, les Nationals de Washington sont à la recherche d'un nouveau gérant. À la fin octobre, il semble presque acquis que le poste sera confié à Bud Black, mais dans un retournement de situation étonnant, c'est Dusty Baker qui est engagé le 3 novembre 2015.
Sous les ordres de Baker, les Nationals remportent le titre de la division Est de la Ligue nationale deux années de suite, une première dans l'histoire du club. Ils remportent 95 matchs de saison régulière en 2016 et 97 en 2017, pour un total de 192 victoires et 132 défaites en deux saisons. Cependant, si les Nationals ajoutent deux nouvelles participations aux séries éliminatoires pour un total de 4 présences en 6 ans, ils demeurent incapable de remporter une seule série. Ils s'inclinent en 5 matchs devant les Dodgers de Los Angeles en Série de divisions 2016, puis sont à nouveau vaincus en 5 parties en 2017, cette fois par les Cubs de Chicago. Les Nationals sont éliminés le 13 octobre 2017 et le 20 octobre suivant, le club annonce que Baker, dont le contrat se terminait, ne sera pas de retour en 2018.

### Réputation

#### Bilan et résultats
Malgré un bilan positif à San Francisco, Chicago et Cincinnati, les équipes dirigées par Dusty Baker ont parfois répondu aux attentes élevées placées en elles par de douloureuses défaites. En 1993, les Giants menaient la division Ouest de la Ligue nationale par 10 matchs le 22 juillet et par 9 matchs le 11 août, avant de céder la première place aux Braves d'Atlanta le 11 septembre et de terminer au second rang. Au dernier jour de la saison, alors qu'une victoire aurait permis aux Giants de forcer un match de bris d'égalité pour le titre de division, San Francisco s'effondre et perd 12-1 contre les Dodgers. À la défense de Baker et ses joueurs, les Giants ratent les séries éliminatoires malgré une saison de 103 victoires, faisant de ce club l'un des meilleurs de deuxième place dans l'histoire.
Lors de la Série mondiale 2002, les Giants ont une avance de 3 victoires à deux sur les Angels d'Anaheim et mènent le 6e match par le score de 5-0 en 7e manche. À seulement 8 retraits du titre, les Giants s'effondrent et accordent 6 points pour perdre ce match 6-5, puis s'inclinent lors du suivant, qui consacre les Angels. Baker est non seulement critiqué pour avoir retiré du 6e match Russ Ortiz, excellent jusque-là, mais est aussi la cible des plus superstitieux pour avoir laissé son lanceur partant sortir du match avec la balle, comme s'il anticipait que celle-ci servirait de souvenir d'un titre remporté par les Giants.
En 2003, les Cubs de Baker sont près d'atteindre leurs premières Séries mondiales en près de 60 ans lorsque survient en Série de championnat le tristement célèbre incident de Steve Bartman.
En 2012, les Reds de Dusty Baker sont à un match d'éliminer San Francisco en Série de divisions mais perdent 3 parties de suite et sont éliminés. En 2013, Cincinnati encaisse la défaite lors des 5 derniers matchs de la saison régulière, incluant les 3 derniers à domicile contre les Pirates de Pittsburgh, à qui ils concèdent l'avantage du terrain pour le premier tour éliminatoire. À Pittsburgh, les Reds subissent l'élimination en perdant le match de meilleur deuxième 6-2 contre leurs rivaux de section. Cet effondrement de fin d'année après une saison aux résultats autrement satisfaisants est ce qui incite le directeur général Walt Jocketty à congédier Baker.

#### Style
Dusty Baker traîne, à tort ou à raison, une réputation de gérant coupable de surutilisation de ses lanceurs partants. Il a été blâmé pour le sort de Kerry Wood et Mark Prior, deux excellents jeunes lanceurs des Cubs de Chicago à la fin des années 1990 et au début des années 2000, tous deux contraints à une retraite prématurée en raison de blessures au bras. Baker fut pointé du doigt pour exiger trop de lancers (souvent plus de 120 par match) de ses partants, ce qui va contre la tendance moderne de limiter les lanceurs à 100 tirs, ou moins si possible.
Il est indisputable que les partants de Baker effectuaient en moyenne plus de lancers que ceux du reste de la ligue : Wood, par exemple, a atteint les 120 tirs à 13 reprises sur 32 départs en 2003. Mais au fil des ans, les experts ont été incapables de prouver hors de tout doute raisonnable que le nombre de lancers était en corrélation avec le risque de blessure. De plus, Kerry Wood avait déjà été blessé avant de travailler sous les ordres de Baker.
Avec Cincinnati de 2008 à 2013, les tactiques de Baker semblent avoir évolué puisque, de saison en saison, moins de lanceurs ont dû fournir un nombre élevé de lancers par match,.
Dusty Baker a une réputation d'être un gérant proche de ses joueurs, dont il est généralement très apprécié,. Considéré comme un gérant « de l'ancienne école »,,,, sa « loyauté inébranlable » pour certains joueurs au talent plus limité lui a valu certaines critiques. Sa loyauté s'étend également pour son personnel d'entraîneurs : en 2013, il a mis au défi son patron Walt Jocketty de le congédier après que celui-ci eut manifesté l'intention de licencier l'instructeur Brook Jacoby. L'empathie démontrée par Baker lorsque le joueur des Reds Joey Votto éprouvait des difficultés à surmonter un trouble anxieux a également été louée.
Outre son impact, présumé ou avéré, sur la santé des lanceurs qui lui sont confiés, l'une des critiques les plus tenaces à l'endroit de Baker est son refus d'adopter les statistiques sabermétriques,. Un commentaire en particulier alimenta ces critiques,, : en 2006, il déclare au sujet de la moyenne de présence sur les buts que « obstruer les buts n'est pas si formidable » (« clogging up the bases isn't that great to me »). Déjà en 2004, il avait déclaré que « les buts-sur-balles sont surévalués à moins de savoir courir (...) Le gars qui soutire des buts-sur-balles mais ne peut pas courir, la plupart du temps il bloque les buts ».

## Controverses
En 2003, Baker émet des commentaires controversés lorsqu'il déclare que les Afro-Américains et Hispaniques s'adaptent mieux au jeu par temps chaud que les Caucasiens. « C'est plus facile pour les Latinos et pour la plupart des minorités parce que la plupart d'entre nous venons d'où il fait chaud. Vous ne trouvez pas beaucoup de brothers dans le New Hampshire, le Maine ou la péninsule supérieure du Michigan... Nous avons été amenés d'où il fait chaud, jusqu'ici, pas vrai ? N'est-ce pas l'Histoire ? ». Devant la suggestion que ces propos étaient racistes et auraient été beaucoup plus mal acceptés s'ils avaient été prononcés par une personne caucasienne, Baker maintient son opinion et revendique son droit, en tant qu'Afro-Américain, de dire ce genre de choses à propos des personnes dont la couleur de peau est la même que la sienne.
En décembre 2015, une transaction doit faire passer le joueur étoile Aroldis Chapman des Reds de Cincinnati aux Dodgers de Los Angeles, mais celle-ci est bloquée par la révélation que Chapman a été impliqué dans un incident de violence domestique : il a tenté d'étrangler son amie de cœur et a tiré 8 coups de feu dans un garage. Nouvellement gérant des Nationals, Baker déclare lors d'une rencontre de presse le 8 décembre aux assises d'hiver du baseball majeur à Nashville qu'il « ne croit pas aux rapports » (il n'est pas clair s'il parle du rapport de police ou de ce qui est rapporté par les médias), que Chapman est « un sacré gars » (« a heck of a guy ») et « un jeune homme fantastique ». Il dit avoir été informé par son fils de l'affaire et met en question la véracité des faits, pourtant en partie confirmés par Chapman lui-même et colligés dans le rapport des policiers appelés sur les lieux. Lorsqu'on lui demande s'il approuve la politique récemment adoptée par le baseball majeur contre la violence conjugale, Baker répond par l'affirmative et indique immédiatement qu'il a « un ami à la maison qui est abusé par son épouse (...) Parfois, les abuseurs ne portent pas toujours de pantalons ».
Dans la même rencontre avec la presse, Baker crée encore plus de controverse lorsqu'il est interrogé sur les besoins de son équipe pour la saison à venir : « Ce qui manque le plus est la vitesse. Vous savez, avec le besoin d'avoir plus de minorités, il n'y a qu'à se servir — vous avez une meilleure chance de trouver de la vitesse avec des Latinos et des Afro-Américains. Je ne suis pas raciste. C'est ainsi. ».
Baker est vertement critiqué pour sa banalisation de la violence conjugale et son jugement est remis en question. Ses propos sont si mal reçus qu'il intervient sur les ondes de MLB Network Radio quelques minutes après les avoir prononcés, pour affirmer qu'il ne cautionne pas la violence conjugale. Quelques jours plus tard, il admet qu'il aurait pu mieux exprimer sa pensée, et que l'ami « abusé par son épouse » à qui il faisait référence était son ancien joueur, Darryl Hamilton, tué par balles par sa compagne six mois plus tôt.

## Palmarès

### Joueur
- Vainqueur de la Série mondiale : 1981 (Dodgers)
- Champion de la Ligue nationale : 1977, 1978, 1981 (Dodgers)
- Joueur par excellence de la Série de championnat de la Ligue nationale : 1977
- 2 sélections pour le match des étoiles de la Ligue majeure de baseball : 1981 et 1982
- Gant doré pour un joueur de champ extérieur : 1981
- Bâton d'argent pour un joueur de champ extérieur : 1980 et 1981

### Gérant
- Gérant de l'année : 1993, 1997, 2000
- Champion de la Ligue nationale : 2002 (Giants).

- Vainqueur de la Série Mondiale : 2022  (Astros)